# Michael Ansara
Michael George Ansara (mandato francés de Siria y el Líbano, 15 de abril de 1922-Calabasas, California, 31 de julio de 2013) fue un actor sirio-estadounidense de cine, teatro, televisión, de doblaje y de radio conocido por su papel de Mr. Freeze (Señor Frío en Latinoamérica) en Batman: The Animated Series.
Nació en una aldea siria en el Mandato Francés de Siria y Líbano. A los dos años de edad emigró con sus padres a Estados Unidos. Vivieron en Lowell (Massachusetts) durante una década y después se mudaron a Los Ángeles (California).
En 1955 se casó con la actriz llamada Jean Byron, de quien se divorció al año siguiente. Entre 1958 y 1974 estuvo casado con la actriz Barbara Eden, con quien tuvo a su hijo llamado Matthew Ansara (1965-2001). En 1977 contrajo matrimonio con Beverly Kushida, permaneciendo casado con ella hasta su muerte.
En los años 1950 actuó en varios episodios de la serie Alfred Hitchcock presents. Se hizo famoso en la popular serie de televisión Broken Arrow (1956-1958), en la que interpretaba a Cochise.
En 1967 participó en la serie El fugitivo con David Janssen como un policía de distrito al que su hermano (interpretado por Gilbert Roland), que fabrica cigarros en un barrio popular, protege de ser capturado en el episodio "The Savage Street".
Trabajó en más de 125 películas, y llegó a ser muy conocido por su aparición en las tres temporadas de la serie de ciencia ficción Star Trek (1966-1969) y en las tres temporadas de Buck Rogers en el siglo XXV (1979-1981).
Falleció en su casa de Calabazas, en las afueras de Los Ángeles.

## Filmografía
- 1944: Action in Arabia
- 1947: Intrigue
- 1950: The Desert Hawk
- 1950: Only the Valiant
- 1950: Kim
- 1951: Soldiers Three
- 1951: My Favorite Spy
- 1951: Hill Number One
- 1951: Bannerline
- 1952: Yankee Buccaneer
- 1952: The Lawless Breed
- 1952: The Golden Hawk
- 1952: Diplomatic Courier
- 1952: Brave Warrior
- 1953: White Witch Doctor
- 1953: The Robe
- 1953: The Diamond Queen
- 1953: The Bandits of Corsica
- 1953: Slaves of Babylon
- 1953: Serpent of the Nile
- 1953: Road to Bali
- 1953: Julius Caesar
- 1954: Three Young Texans
- 1954: The Saracen Blade
- 1954: The Egyptian
- 1954: Sign of the Pagan
- 1954: Princess of the Nile
- 1954: Dragnet: the big rod
- 1954: Bengal Brigade
- 1955: New Orleans Uncensored
- 1955: Jupiter's Darling
- 1955: Diane
- 1955: Abbot and Costello Meet the Mummy
- 1956: The Ten Commandments
- 1956: El llanero solitario
- 1956: Pillars of the Sky
- 1956: Gun Brothers
- 1956: Alfred Hitchcock Presents: episodios "The Orderly World of Mr. Appleby", "The Baby Sitter" y "Shopping for Death"
- 1956-1958: Broken Arrow
- 1957: The Tall Stranger
- 1957: The Sad Sack
- 1957: Quantez
- 1957: Last of the Badmen
- 1959: The Rifleman (El hombre del rifle), episodio "The raid"
- 1959-1960: Law of the Plainsman
- 1960: The Rebel como Docker Mason en el episodio "The champ"
- 1961: Voyage to the Bottom of the Sea (Viaje al fondo del mar)
- 1961: The Untouchables: episodios "The Jamaica Ginger Story" y "Nicky"
- 1961: The Comancheros
- 1964: Voyage to the Bottom of the Sea: episodio "Hot line"
- 1964: The Outer Limits: episodios "The Mice" y "Soldier"
- 1964: Quick, Let's Get Married
- 1964: Perry Mason: episodio "The Case of the Antic Angel"
- 1965: The Greatest Story Ever Told
- 1965: Harum Scarum
- 1965: Branded: episodio "The Bounty"
- 1966: Texas Across the River
- 1966: Lost in Space: episodio "The Challenge"
- 1966: I Dream of Jeannie: episodio "Happy Anniversary"
- 1966: Bewitched: episodio "A Most Unusual Wood Nymph"
- 1966: ...And Now Miguel
- 1966-1969: Star Trek (1966-1969).
- 1967: The Fugitive: episodio "The Savage Street"
- 1968: The Pink Jungle
- 1968: The Destructors
- 1968: Star Trek: episodio "Day of the Dove"
- 1968: Sol Madrid
- 1968: I Dream of Jeannie: episodio "The Battle of Waikīkī", como el rey Kamehameha I
- 1968: Daring Game
- 1969: Target: Harry
- 1969: I Dream of Jeannie: episodio "My Sister, the Homewrecker"
- 1969: Guns of the Magnificent Seven
- 1970: The Phynx
- 1970: Powderkeg
- 1970: I Dream of Jeannie: episodio "One Jeannie Beats Four of a Kind"
- 1971: The Mod Squad: episodio "A Double for Danger", 3.ª temporada
- 1972: The Streets of San Francisco: episodio "The Year of the Locusts"
- 1972: Stand up and Be Counted
- 1972: Dear Dead Delilah
- 1973: The Doll Squad
- 1973: Ordeal
- 1973: Mission: Impossible: The Western
- 1973: Call to Danger (piloto televisivo)
- 1974: The Bears and I
- 1974: The Barbary Coast
- 1974: It's Alive
- 1976: The Rockford Files: episodio "Joey Blues Eyes"
- 1976: The Message
- 1976: Kojak: episodio "Justice Deferred"
- 1977: Mission to Glory: A True Story
- 1977: The Day of the Animals
- 1978: The Manitou
- 1978: Centennial
- 1979: The Story of Esther
- 1979-1981: Buck Rogers in the 25th Century
- 1983: The Guns and the Fury
- 1983: Guns & Fury
- 1984: The Fantastic World of D.C. Collins
- 1984: Reading Rainbow: Gift of the Sacred Dog
- 1984: Access Code
- 1985: Knights of the City
- 1985: Hunter: Rape and Revenge, Part 2
- 1986: Rambo: Animated Series
- 1986: KGB: The Secret War
- 1986: Bayou Romance
- 1987: Assassination
- 1988: Murder, She Wrote: episodio "The Last Flight of the Dixie Damsel"
- 1990: Border Shootout
- 1992-1995: Batman: The Animated Series
- 1993: Reading Rainbow: And Still the Turtle Watched
- 1994: Star Trek: Deep Space Nine, episodio "Blood Oath"
- 1994: Babylon 5: episodio "The Geometry of Shadows"
- 1996: Star Trek: Voyager: episodio "Flashback"
- 1996: Star Trek: Deep Space Nine, episodio "The Muse"
- 1996: Johnny Mysto Boy Wizard
- 1998: Batman & Mr. Freeze: SubZero
- 1999: The Long Road Home
- 1999: Batman Beyond: Meltdown
- 1999: Batman Beyond: The Movie
- 1999-2001: Batman Beyond
- 2000: The Exchange